# Paederieae
Tribu
Les Paederieae sont une tribu de plantes à fleurs dicotylédones de la famille des Rubiaceae, sous-famille des Rubioideae.

## Liste des genres
Selon NCBI (27 février 2022) :
- Leptodermis Wall., 1824
- Paederia L., 1723
- Pseudopyxis Miq., 1867
- Serissa Comm. ex Juss., 1789
- Spermadictyon Roxb., 1815